# Moanin'
Moanin' (1958) è il più popolare disco di Art Blakey and the Jazz Messengers.
Oltre al leader alla batteria suonano Benny Golson (sax tenore e direttore musicale), Lee Morgan (tromba), Bobby Timmons (pianoforte) e Jimmy Merritt (contrabbasso).
La "title-tune", composta da Timmons, è diventata subito uno standard, anche col brillante testo in stile gospel di Jon Hendricks, e segna la nascita del soul jazz.
Brillano anche Blues March, lunga feature per i tamburi di Buhaina composta da Golson e Along Came Betty (ancora di Golson) che sarebbe divenuta una presenza regolare nei concerti dei Messengers.

## Tracce
1. Warm-up And Dialogue Between Lee And Rudy (bonus track) - 0:37
2. Moanin' (Bobby Timmons) - 9:30
3. Are you Real (Benny Golson) - 4:45
4. Along Came Betty (Benny Golson) - 6:09
5. The Drum Thunder Suite (Benny Golson) - 7:15
  1. First theme: Drum Thunder - 6:19
  2. Second theme: Cry a Blue Tear - 5:50
  3. Third theme: Harlems Disciples - 3:25
6. Blues March (Benny Golson) - 6:53
7. Come Rain or Come Shine (J.Mercer, H. Arlen) - 5:45
8. Moanin' (alternate take) - 3:53

## Formazione
- Lee Morgan - tromba
- Benny Golson - sax tenore
- Bobby Timmons - pianoforte
- Jimmy Merritt - contrabbasso
- Art Blakey - batteria